# Ciboneya
Ciboneya is een geslacht van spinnen uit de familie trilspinnen (Pholcidae).

## Soorten
Het geslacht kent de volgende soorten:
- Ciboneya antraia Huber & Pérez, 2001
- Ciboneya nuriae Huber & Pérez, 2001
- Ciboneya odilere Huber & Pérez, 2001
- Ciboneya parva Huber & Pérez, 2001